# Borkumer Kleinbahn Moritz
Die Moritz war die erste Dampflok auf der Borkumer Kleinbahn. Gebaut wurde sie von der Maschinenfabrik und Eisengießerei Darmstadt 1874 mit der Fabriknummer 67.

## Geschichte
Die Lokomotive war zuerst als Baulokomotive bei der Firma Habich & Goth eingesetzt. Dort bekam sie im Jahre 1895 eine neue Feuerbüchse. 1888 kam sie nach Borkum, wo sie für den Bau der Inselbahn eingesetzt wurde. Nach Eröffnung der Bahn wurde sie weiterhin im Bauzugverkehr beim Deichbau eingesetzt. Zu späterer Zeit (1903) ging sie in den Bestand der Inselbahn über. Bereits 1910 wurde sie ausrangiert.

## Aufbau
Die Lok hatte bei einem Dienstgewicht von 8,5 t eine Leistung von 60 PS. Ihr Kessel hatte einen Durchmesser von 600 mm und 55 Siederohre mit einem Durchmesser von 40 mm. Die Heizfläche war 14,38 m².

## Erwähnenswertes
Die Borkumer Kleinbahn bietet Fahrten mit der Wegebahn Moritz an.